# العنكور
قريةالعنكور هي قرية في قضاء الحبانية في محافظة الأنبار، عدد سكانها 4876 في سنة 2020، وهي عبارة عن شبه جزيرة تحيطها المياه من ثلاث جهات، وتقسم القرية جغرافيًا إلى قسمين هما:
1. 'العنكور الغربي والذي يشكل المساحة الأكبر ويسمى أيضاً بي عنكور حسن المطر (حسن المطر المرعاوي ).
2. البجديع (نسبة إلى جديع المرعاوي) وهي اصغر وتقع جنوب شرق.
3. البياسين وتقع جنوب غرب المنطقة وسمية (  نسبا الى جدهم المرحوم ياسين عبد المرعاوي )

## الخدمات
الخدمات في القرية سيئة للغاية إذ تحتاج إلى المؤسسات التعليمية والصحية، كما أنها تحتاج إلى أعمال بلدية وإعادة تأهيل للشوارع الترابية، التي يصعب التنقل فيها وخاصة في فصل الشتاء في مواسم هطول الامطار.

## السكان
عدد سكان العنكور قليل لا يتجاوز 8000 نسمة، يعتاش أغلبهم على صيد السمك، ونسبة الأمية في القرية كبيرة.